# Cerrione
Cerrione är en ort och kommun i provinsen Biella i regionen Piemonte i Italien. Kommunen hade 2 881 invånare (2018).